# Vicente Guerrero (San Javier)
Vicente Guerrero, también conocida como San Javier, es una localidad de México localizada en el municipio de Tolcayuca en el estado de Hidalgo.

## Geografía
Se encuentra en la región geográfica de la cuenca de México (Valle de Tizayuca). Le corresponden las coordenadas geográficas 19° 56’ 59.499” de latitud norte y 98° 54’ 02.823” de longitud oeste, con una altitud de 2340 m s. n. m. Cuenta con un clima templado subhúmedo con lluvias en verano, de menor humedad.
En cuanto a fisiografía se encuentra en la provincia de la Eje Neovolcánico, dentro de la subprovincia de Sierras y Llanuras de Querétaro e Hidalgo; su terreno es de llanura. En lo que respecta a la hidrografía se encuentra posicionado en la región del Pánuco, dentro de la cuenca del río Moctezuma, en la subcuenca del río Tezontepec.

## Demografía
En 2020 registró una población de 1127 personas, lo que corresponde al 5.28 % de la población municipal. De los cuales 555 son hombres y 572 son mujeres.
| Gráfica de evolución demográfica de Vicente Guerrero entre 1900 y 2020                       |
|                                                                                              |
| Población de los censos y conteos del Instituto Nacional de Estadística y Geografía (INEGI). |